# Franklin Stubbs

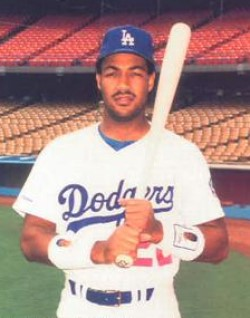
Imagem de Franklin Stubbs.

Franklin Stubbs é um ex-jogador profissional de beisebol norte-americano.

## Carreira
Franklin Stubbs foi campeão da World Series 1988 jogando pelo Los Angeles Dodgers. Na série de partidas decisiva, sua equipe venceu o Oakland Athletics por 4 jogos a 1.